# Улица Льва Юдина
У́лица Льва Ю́дина — улица на юге Москвы в Даниловском районе Южного административного округа от набережной Марка Шагала до бульвара Братьев Весниных.

## Происхождение названия
Улица получила в марте 2016 года в честь русского советского живописца и графика, представителя русского авангарда Льва Юдина (1903—1941). 14 улиц в районе бывшей промышленной зоны завода имени Лихачева были названы именами известных авангардистов, архитекторов и конструктивистов XX века в связи с тем, что на этой территории планировалось создать музей «Эрмитаж-Москва» и открыть кукольный и драматический театры.

## Описание
Улица начинается от набережной Марка Шагала, проходит на восток, c севера к ней примыкает улица Архитектора Щусева, далее улица Льва Юдина пересекает улицу Архитектора Мельникова и заканчивается на бульваре Братьев Весниных. По состоянию на весну 2025 года улица не застроена, по обе стороны от неё — огороженные пустыри и база строителей «Зиларта». Набережная Марка Шагала близ примыкания улицы Льва Юдина благоустроена в 2024 году.